# Batalla de Santa Coloma de Gramenet (1808)
La batalla de Santa Coloma de Gramenet va ser un combat lliurat el 22 de setembre de 1808, durant la guerra del Francès (1808-1814), entre les tropes d'ocupació franceses napoleòniques, comandades pel general Giuseppe Lechi, i les forces del general Francesc Milans del Bosch a la vila de Santa Coloma de Gramenet.
El conflicte es va iniciar el 17 de setembre, quan les tropes franceses van sortir de les casernes de Sant Andreu de Palomar, van creuar el Besòs i van assaltar Santa Coloma i n'assassinaren 14 vilatans.
El general Milans del Bosch, que es trobava acantonat a la contrada amb més de 5.000 guerrillers, va contraatacar els ocupants de la vila el 22 de setembre amb només 600 homes contra més de 2.200 francesos i gràcies al factor sorpresa va obtenir la victòria, causant baixes al bàndol francès de 100 soldats i 30 cavalls, evitant que ocupessin el poble. No obstant això, els francesos no van trigar a revenjar-se dels guerrillers de Milans del Bosch i van atacar-los el 10 d'octubre a les proximitats del monestir de Sant Jeroni de la Murtra, que va donar la victòria als francesos.